# 1994年冬季残疾人奥林匹克运动会澳大利亚代表团
1994年冬季残疾人奥林匹克运动会澳大利亚代表团是澳大利亚派出的1994年冬季残疾人奥林匹克运动会代表团。获得3枚金牌、2枚银牌和4枚铜牌。